# Aiouea guianensis
Espèce
Synonymes
Selon Tropicos (5 juin 2024)
- Aiouea demerarensis Kosterm.
- Aiouea schomburgkii Meisn.

Selon GBIF (5 juin 2024)
- Aiouea demerarensis Kosterm.
- Aiouea rubra A.C.Sm.
- Aiouea schomburgkii Meisn.
- Aiouea tenella Nees
- Ajouea schomburgkii Meissn.
- Ajouea tenella Nees
- Ajovea guianensis Raf.
- Douglassia guianensis (Aubl.) Schreb.
- Douglassia guianensis (Aubl.) Schreb. ex Forsyth fil.
- Douglassia laurina Sm.
- Laurus difformis Rich.
- Laurus hexandra Willd.

Aiouea guianensis est une espèce de plantes à fleurs de la famille des Lauraceae. C'est un arbre ou un arbuste originaire d'Amérique du sud. Il s'agit de l'espèce type du genre Aiouea.

## Description
Aiouea guianensis est un arbre ou arbuste.
En 1955, Lemée propose la description suivante de Aiouea guianensis :

« A. guianensis Aubl. (A. rubra A.C. Smith). Petits rameaux glabres ; feuilles de 0,,08-0,25 sur 0,03-0,08, alternes ou subopposées, à pétiole de 15 , mm. ou moins, oblongues ou lancéolées acuminées ou aiguës, à, base aiguë ou en coin, chartacées, glabres ; panicules groupées au sommet des rameaux, glabres rougeâtres, pédoncules grêles atteignant jusqu'à 0,09, fleurs longues de 2-3 mm. jaunâtres, glabres, à tube urcéolé, les 6 filets staminaux extérieurs très courts, anthères à loges extrorses, staminodes du troisième rang subégaux au style et beaucoup plus longs que les glandes, ceux du quatrième stipités ; baie ellipsoïdale; de 15 mm. sur 7, à cupule plate large de 8 mm., à bord ondulé à peine distincte du pédicelle obconique large de 6 mm. au sommet. - Sinnamary, La Comté, Maroni. »

— Albert Lemée, 1953.

## Répartition
Aiouea guianensis est présent du Venezuela au Brésil en passant par Trinidad et Tobago, le Guyana, le Suriname et la Guyane.

## Écologie
Aiouea guianensis pousse au Venezuela dans les forêts montagnardes, à environ 1 000 m d'altitude.
La densité de son bois est de 0.62.

## Protologue

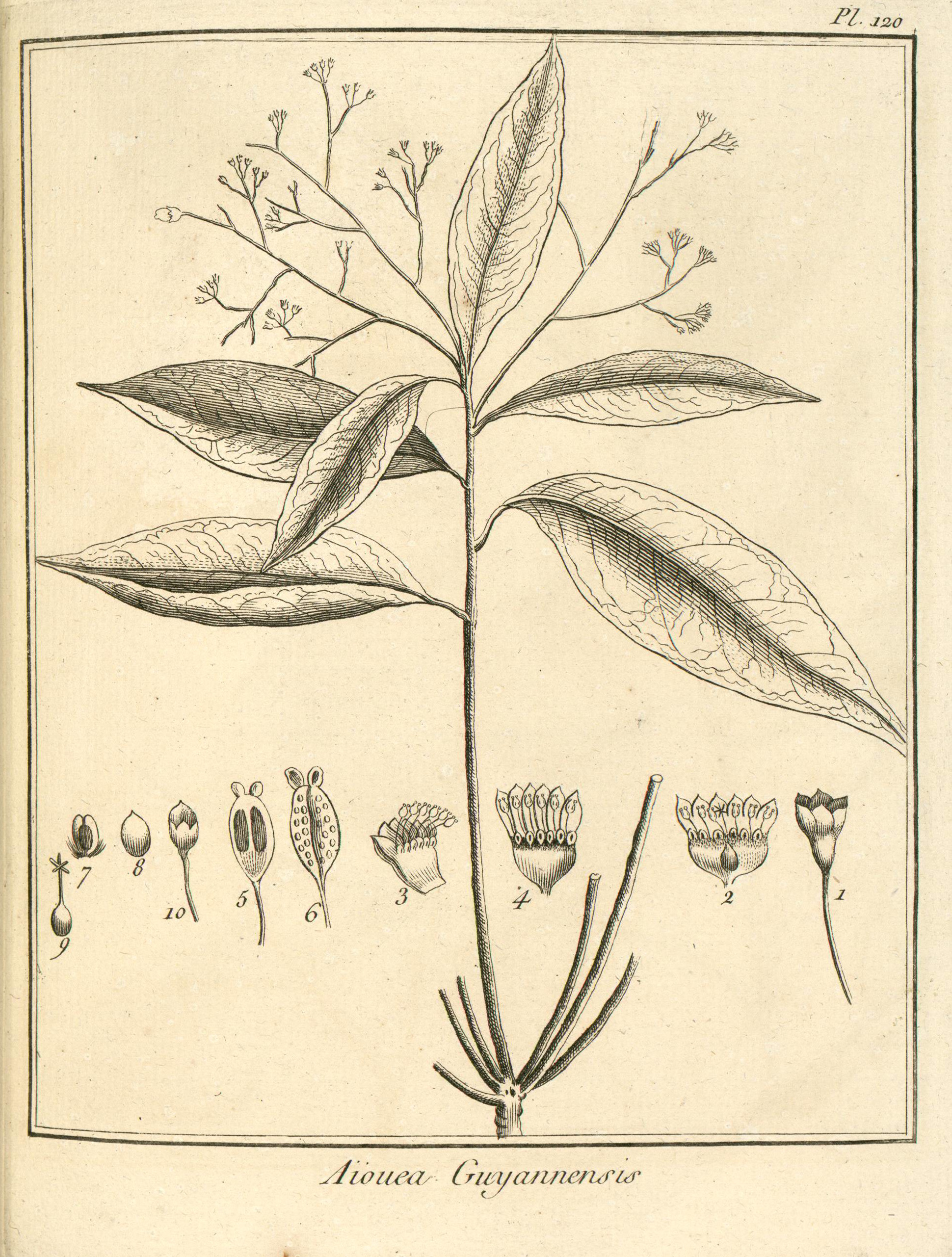
Aiouea guianensis par Aublet (1775)

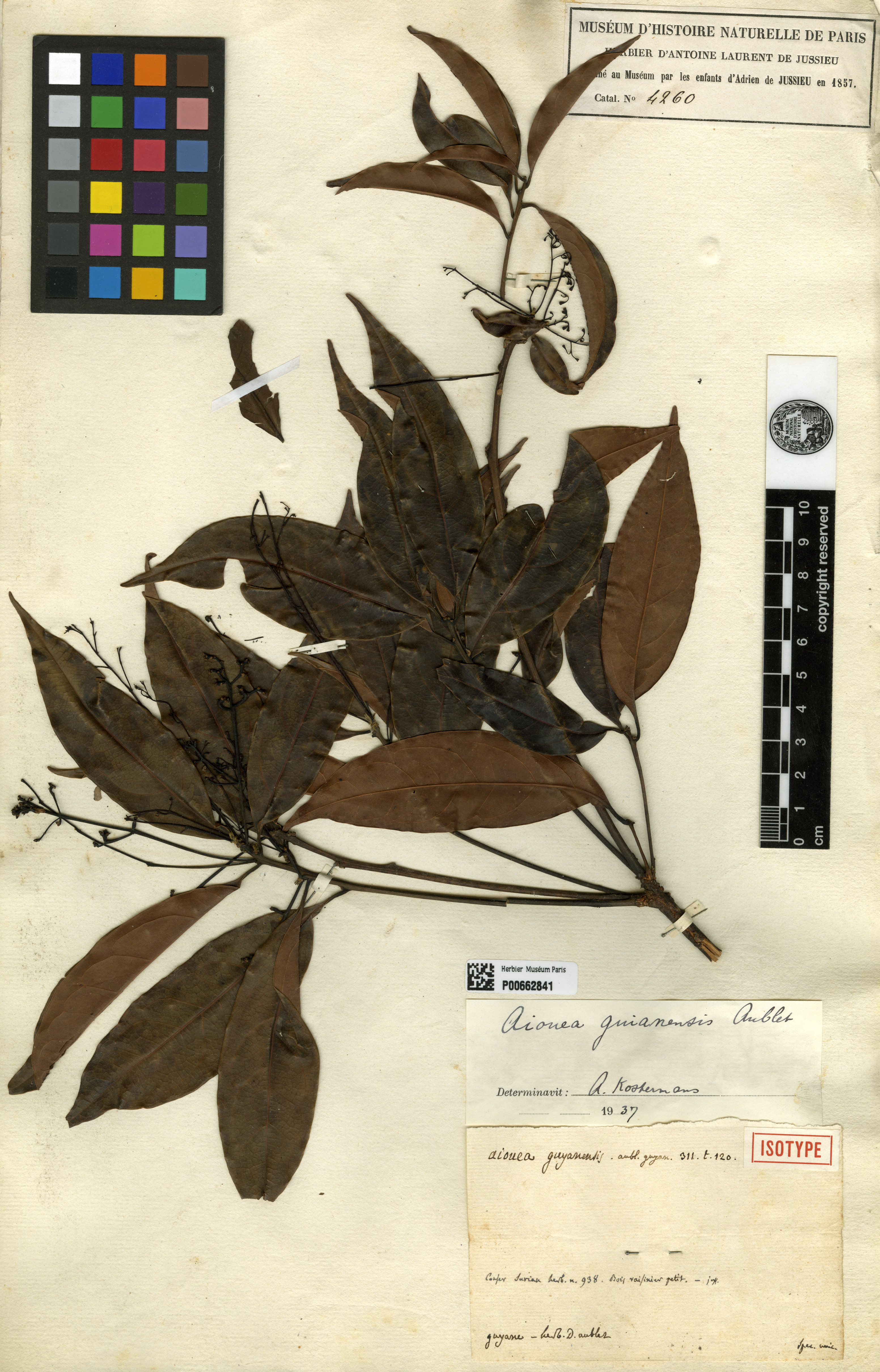
échantillon type de Aiouea guianensis collecté par Aublet en Guyane

En 1775, le botaniste Aublet a décrit Aiouea guianensis et en a proposé le protologue suivant : 

« 1. AIOUEA (guianenſis). (Tabula 120.)
Arbor mediocris ; trunco quinque-pedali, in ſummitate ramoſo ; ramis terminalibus, quinque, ſex, ſeptem, & amplius ramulis. Folia alteuna, lanceolata, glabra, integertima, petiolata. Flores minimi, racemoſi, axillares & terminales.
Florebat fructumque ferebat Octobri.
Habitat in ſylvis Sinémarienſibus, triginta milliaribus à maris lictore.
Nomen Caribæum AIOUVÉ.

L'AIOUVÉ de la Guiane. (PLANCHE 120.)
Cet arbre eſt de moyenne grandeur ; ſon tronc s'élève à quatre ou cinq pieds, & porte ſix à ſept pouces de diamètre. Son écorce eſt verte, ridée & ſillonnée. Son bois eſt compacte & blanc. Il pouſſe à ſon ſommet des branches rameuſes qui s'étendent en tous ſens. Les rameaux terminent l'extrémité des branches au nombre de cinq, ſix; fept & plus. Ils ſont chargés des feuilles alternes, vertes,  liſſes, fermés, étroites, ovales, terminées en pointe. Les fleurs naiſſent ſur de grandes grappes grêles, rougeâtres, à l'aiſſelle des feuilles, & à l'extrémité des rameaux: chaque petite branche de la grappe porte trois fleurs.
Le calice eſt d'une ſeule pièce, convexe en dehors, concave en dedans, diviſé à ſon ſommet en trois petites parties. La corolle eſt à trois petits pétales jaunâtres, placés entre les diviſions du calice.
Les étamines ſont au nombre de ſix, rangées ſur un diſque qui entoure la paroi interne du calice. Leur filet eſt court, garni à ſa baſe de deux corps charnus applatis, jaunâtres, bordes de poils blancs. L'anthère eſt un prolongement du filet qui s'élargit, devient ovale. La face interne eſt convexe, chargée de petites bourſes jaunes, qui s'ouvrent en une valve de bas en haut, & répandent une pouſſière jaune. La face externe à deux longues cavités. à l'extrémité ſupérieure de l'anthère il y à deux petits corps charnus, concaves en dedans & convexes en dehors.
Le piſtil eſt un ovaire rond qui occupe le fond du calice, & il eſt ſurmonté d'un style terminé par un stigmate a ſix rayons.
L'ovaire devient une petite baie noirâtre, emboëtée dans le calice. La ſubſtance de ſon écorce eſt charnue & viſqueuſe ; elle couvre une coque mince, fragile, qui renferme une amande huileuſe & aromatique.
[...]
Cet arbre eſt nommé AIOUVÉ par les Galibis. Il eſt toujours vert. Je l'ai trouvé dans les forêts près des bords de la rivière de Sinémari, à trente lieues de ſon embouchure : il étoit en fleur dans le mois d'Octobre. »

— Fusée-Aublet, 1775.